# Marktanalyse
Marktanalyse (englisch market analysis, market research) ist in der Marktforschung die systematische Analyse vorhandener Marktdaten eines bestimmten Marktes zu einem bestimmten Zeitpunkt.

## Allgemeines
Steht im Rahmen der Marktforschung die zeitpunktbezogene (statische) Analyse im Vordergrund, so handelt es sich Erich Schäfer zufolge um Marktanalyse; Marktbeobachtung ist dagegen nach Schäfer die laufende, systematische Ergänzung dieser einmaligen Bestandsaufnahme. Die neuere Fachliteratur wandte sich allerdings hiervon ab und sieht seit Gerhard Merk nunmehr in der Marktanalyse den individuellen Vollzug der Marktforschung. Da die Marktanalyse lediglich ein Vergangenheits- oder Gegenwartsbild eines Marktes reflektiert, Entscheidungen aber zukunftsbezogen sind, muss die Marktanalyse durch eine Marktprognose über die künftige Marktentwicklung ergänzt werden. In der Praxis lässt sich die Marktforschung von der Marktanalyse kaum trennen, weil die Marktbeobachtung eine Kette von Marktanalysen darstellt. Die Analyse und Dokumentation der Stellung einzelner Unternehmungen im Marktgeschehen beruht methodisch auf Statistik und Meinungsforschung und dient neben der Markttransparenz zur Fundierung der Geschäftspolitik eines Unternehmens.

## Marktanalyse als Entscheidungsgrundlage
Marktanalyse betreibt, wer als Marktteilnehmer auf einem relevanten Markt zu agieren plant. Als Marktteilnehmer kommen Wirtschaftssubjekte in Betracht, die als Anbieter (Unternehmen, Behörden, Privathaushalte) ein bestimmtes Produkt oder eine bestimmte Dienstleistung verkaufen oder als Nachfrager (Unternehmen, Behörden, Privathaushalte) erwerben wollen. Um Verkaufs- oder Kaufentscheidungen treffen zu können, müssen die Marktteilnehmer Informationen aus Marktanalysen auswerten. Beispielsweise muss ein Verbraucher für seine Kaufentscheidung die Zahl der Anbieter und deren Preis-, Qualitäts- (Stiftung Warentest) und Lieferfristen kennen und auswerten, um für seine Entscheidung die erforderliche Markttransparenz zu erhalten. Daneben spielt gleichgewichtig die Finanzierung des Kaufpreises eine Rolle. Einem Spontankauf geht hingegen meist keine oder nur eine geringe Marktanalyse voraus.
In modern aufgestellten Unternehmen erfolgen Marktanalysen zunehmend mittels einer ERP-Software. Die Herausforderung besteht vor allem darin, auf die heutzutage schnell im Markt eintretenden Veränderungen reagieren zu können, um durch strategische Entscheidungen wettbewerbsfähig zu bleiben. Aus diesem Grunde wird der Fokus zunehmend auf mobile Lösungen gelegt, um die größtmögliche Flexibilität zu haben.

## Analysebereiche
Die Marktanalyse befasst sich mit drei Teilbereichen:
- Marktteilnehmer: Das Marktverhalten von Güterangebot und Güternachfrage einschließlich indirekter Marktteilnehmer wie Lieferanten und Zulieferer.
- Handelsobjekte: Produkte und Dienstleistungen und deren Eigenschaften (Produkt- und Dienstleistungsqualität, Preisbildung).
- Marktordnung: Sämtliche geschriebenen (Rechtsnormen) und ungeschriebenen (Handelsbräuche) Regeln.

Dadurch untersucht die Marktanalyse alle Aspekte des relevanten Marktes.

## Arten
Die betriebliche Funktion ermöglicht die Aufteilung der Marktanalyse nach:
- Beschaffungsmarkt: für Roh-, Hilfs- und Betriebsstoffe, Werkzeuge, Vorfabrikate oder Energie.
- Produktion: Das Produkt wird einer Analyse hinsichtlich seiner Qualität, Leistungsfähigkeit, Selbstkosten- und Preisgestaltung, Marktreife, Produktlebenszyklusanalyse, potenzielle Substitutionsprodukte und einer käufergerechten Gestaltung (Produktdesign) wie auch die Verpackung unterzogen.
- Finanzmarkt: Untersucht wird die Funktionsfähigkeit und das Zinsniveau oder Kursniveau auf den Kapital-, Geld- und Devisenmärkten.
- Personalwesen: Die Personalkapazität eines Anbieters wird maßgeblich durch den Arbeitsmarkt bestimmt.
- Vertrieb: Untersucht werden die Absatzmärkte für die Haupt-, Neben- und Abfallprodukte. Zu untersuchen ist insbesondere die Konkurrenz (Konkurrenzanalyse), die Kaufkraft der Nachfrager und deren mögliche Präferenzen.

Oft wird die Marktanalyse mit der Analyse der Absatzmärkte assoziiert, jedoch geht dieser Teilanalyse die Untersuchung der übrigen, für betriebliche Funktionen relevanten Märkte voraus.

## Wirtschaftliche Aspekte
Mit den Methoden der Marktanalyse können alle Märkte untersucht werden, insbesondere der Gütermarkt mit seinen Teilmärkten Konsumgütermarkt und Investitionsgütermarkt, der Finanzmarkt und dessen Teilsektoren Geld-, Devisen-, Kapital- (einschließlich Börse oder deren Börsensegmente Aktienmarkt und Rentenmarkt) und Kreditmarkt. Die Marktanalyse verschafft dem anbietenden Unternehmen Informationen über Marktvolumen und Marktpotenzial, bisheriges und erwartetes Marktwachstum, Marktanteile, Kundenstruktur und Datenparameter wie Konjunkturlage, gesetzliche Rahmenbedingungen oder Modetrends. Dadurch erlangt es – wie andere Marktteilnehmer – Markttransparenz, mit der erst marktrelevante Entscheidungen getroffen werden können. Schließlich lässt sich anhand der Marktentwicklung ein Wachstumsmarkt, Schrumpfmarkt, Zukunftsmarkt oder Marktsättigung prognostizieren.